# رودین (سوئد)
رودین (به سوئدی: Rödäng) یک منطقهٔ مسکونی در سوئد است که در بخش اومیا واقع شده‌است.